# Thurnwald-Gebirge
Das Thurnwald-Gebirge (auch: Thurnwald-Kette, englisch: Thurnwald-Range) ist eine Gebirgskette am Oberlauf des Sepik in der Provinz Sandaun in Papua-Neuguinea.
Die Benennung, die in der deutschen Kolonialzeit, die das Gebiet im 19. und Anfang des 20. Jahrhunderts zunächst prägte, vergeben wurde, erinnert an den österreichischen Ethnologen Richard Thurnwald, den Begründer der Rechtsethnologie in Deutschland.
Die Bergkette liegt nördlich des Oberlaufs des Sepik. Die deutsche Kaiserin-Augusta-Fluss-Expedition unter anderem mit dem Geographen Walter Behrmann drang 1912–13 in diese Gegend vor. Vermutlich stammt auch die Namensgebung aus dieser Zeit.